# Helichrysum panormitanum melitense
L'elicriso di Malta (Helichrysum panormitanum subsp. melitense Iamonico & Pignatti, 2016) è una pianta della famiglia delle Asteraceae endemica dell'isola di Gozo (Malta).

## Descrizione
Forma densi cespugli che raramente superano i 50 cm di altezza. Sia il fusto che le foglie, spatolate,  sono ricoperti da una fitta peluria biancastra. L'infiorescenza è un capolino di color giallo oro, che fiorisce da maggio a giugno. Il frutto è un achenio contenente numerosi piccoli semi dotati di una struttura "a paracadute" che ne favorisce la disseminazione anemocora.

## Distribuzione e habitat
L'areale della specie, in passato presente su tutto l'arcipelago maltese, è oggi limitato ad un'area di meno di 25 km² situata nella parte occidentale dell'isola di Gozo.
Cresce in ambienti di gariga costiera e pareti rocciose in prossimità del mare, in pieno sole.

## Conservazione
Per la ristrettezza del suo areale la IUCN Red List considera H. melitense una specie in pericolo critico di estinzione.
La specie è stata inserita dalla IUCN nella lista delle 50 specie botaniche più minacciate della area mediterranea.